# Pałac w Mściszowie
Pałac w Mściszowie – wybudowany w XVI w. w Mściszowie.

## Położenie
Pałac położony jest we wsi w Polsce, w województwie dolnośląskim, w powiecie lubańskim, w gminie Lubań.